# Gamla Varbergs naturreservat
Gamla Varberg är ett naturreservat i Lindbergs socken i Varbergs kommun i Halland, strax norr om centralorten. Reservatet bildades 1966.
Naturreservatet omfattar berget med samma namn. Det ligger precis vid Kattegatt och från dess krön har man en slående utsikt över Balgö. Berget fungerade i äldre tider som vårdkasberg, och på krönet finns ett röse från bronsåldern.
Gamla Varberg med omgivningar var länge ett betat utmarkslandskap. I området fanns bara enstaka hemman. Detta framgår tydligt av kartor från början av 1800-talet, och fornlämningar i området tyder på att det öppna landskapet haft det utseendet sedan bronsåldern. På 1950-talet började landskapet växa igen av enbuskar, men på 1990-talet genomfördes omfattande röjningsarbeten och naturreservatet återställdes.
På Gamla Varbergs hed växer arter som ängsvädd, backtimjan, granspira och klockgentiana. På strandängarna vid havet finns trift, blåsklöver, havssälting och glasört. Inom reservatet häckar fågelarter som tofsvipa, rödbena och strandskata.